# 2014 في لاتفيا
فيما يلي قوائم الأحداث التي وقعت خلال عام 2014 في لاتفيا.

## سياسة

### تعيين في المنصب
- 22 يناير – لايمدوتا ستراويوما رئيس وزراء لاتفيا،عضو في السايما ‏.
- 23 يناير – فالديس دومبروفسكيس عضو في السايما ‏.
- 4 نوفمبر – ريموندز فيجونس عضو في السايما ‏.
- 4 نوفمبر – سولفيتا أبولتيينا عضو في السايما ‏.

### انتهاء فترة المنصب
- 22 يناير – فالديس دومبروفسكيس رئيس وزراء لاتفيا،عضو في السايما ‏.
- 6 فبراير – ريموندز فيجونس عضو في السايما ‏،عضو في السايما ‏.
- 4 نوفمبر – سولفيتا أبولتيينا عضو في السايما ‏.
- 4 نوفمبر – فالديس زاتلرز عضو في السايما ‏.
- 5 نوفمبر – لايمدوتا ستراويوما عضو في السايما ‏.

## رياضة
- 1 يناير – الدوري اللاتفي الممتاز 2014 الفائز نادي فنتسبيلس.
- 1 يناير – دوري كرة القدم اللاتفي الدرجة الأولى 2014 الفائز FB Gulbene [الإنجليزية]‏.

## وفيات

### مارس
- 10 مارس – سينثيا لين (مواليد 1936) ممثلة أمريكية.